# Mátrai József
Mátrai József, születési nevén: Mandel József (Diósgyőr, 1913. május 22. – Budapest, Józsefváros, 1957. június 24.) magyar színész, rendező, az Állami Faluszínház (Állami Déryné Színház) alapító színházigazgatója.

## Életpályája
Mandel Dezső és Svarcz Éva fiaként született. Az Országos Színészegyesület színiiskolájában szerzett színészi oklevelet, majd különféle vidéki társulatoknál játszott. 1949 és 1951 között a Belvárosi Színház gazdasági igazgatója volt. 1951-ben irányításával szervezték meg az Állami Faluszínházat, amely 1955-től Állami Déryné Színház néven működött, és amelynek haláláig igazgatója maradt. Ezen időszak alatt több darabot is rendezett.

## Rendezéseiből
- Gárdonyi Géza: A lámpás
- Csizmarek Mátyás: Bújócska
- Dékány András – Baróti Géza – Dankó Pista – Vaszy Viktor: Dankó Pista
- Jurij Burjakovszkij: Üzenet az élőknek